# ワルシャワ国立美術館
ワルシャワ国立美術館（ワルシャワこくりつびじゅつかん、ポーランド語: Muzeum Narodowe w Warszawie）は、ポーランドの首都ワルシャワにある美術館である。ワルシャワ国立博物館とも。

## 沿革
1862年5月20日に「ワルシャワ美術館（Muzeum Sztuk Pięknych w Warszawie）」として開館し、1916年に「国立博物館（Muzeum Narodowe）」と改名された。1926年から、新い建物の建設が始まり、1932年に建物の一部が完成、展示会が開かれ、1938年に、建物全体が完成した。

## コレクション
古代ギリシア、古代ローマの芸術品や16世紀以降のポーランドの絵画、イタリア、フランス、オランダ絵画などを有している。
ポーランドの芸術の作品では次のような芸術家の作品が収蔵されている。
- ヘンリク・ロダコフスキ(1823-1894)
- ヤン・マテイコ(1838-1893)
- ユゼフ・ブラント(1841-1915)
- ユゼフ・ヘウモニスキ(Józef Chełmoński: 1849–1914)
- アレクサンデル・ギェルィムスキ(1850-1901)
- ヤツェク・マルチェフスキ(1854-1929)
- アンナ・ビリンスカ(Anna Bilińska-Bohdanowicz:1857-1893)
- オルガ・ボズナンスカ(1865-1940)
- ヴワディスワフ・ポドコヴィンスキー(1866–1895)
- ユゼフ・メホフェル(1869-1946)
- コンラッド・クシュジャノフ(Konrad Krzyżanowski:1872-1922)

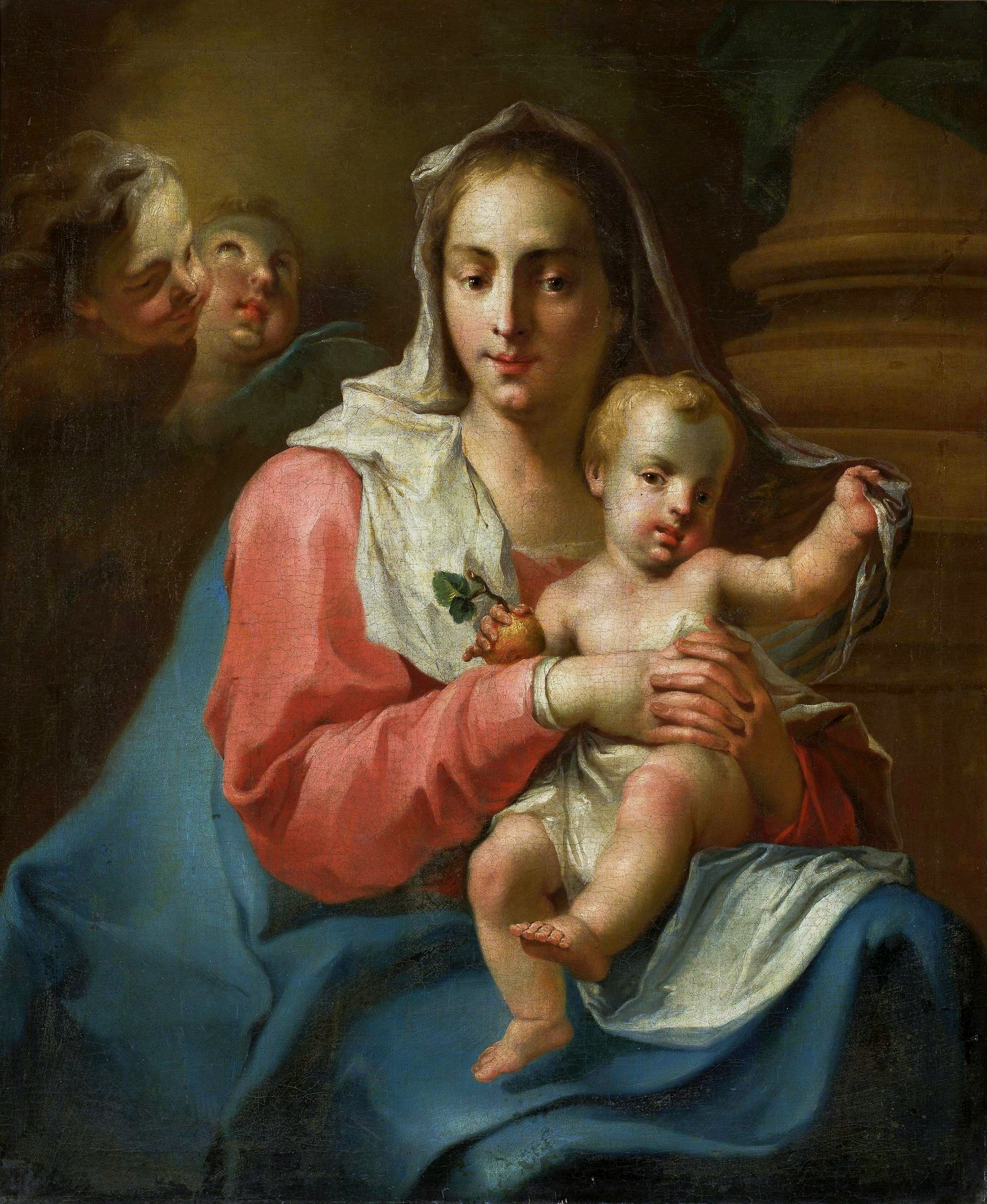
聖母子 ジャンバッティスタ・ピットーニ作
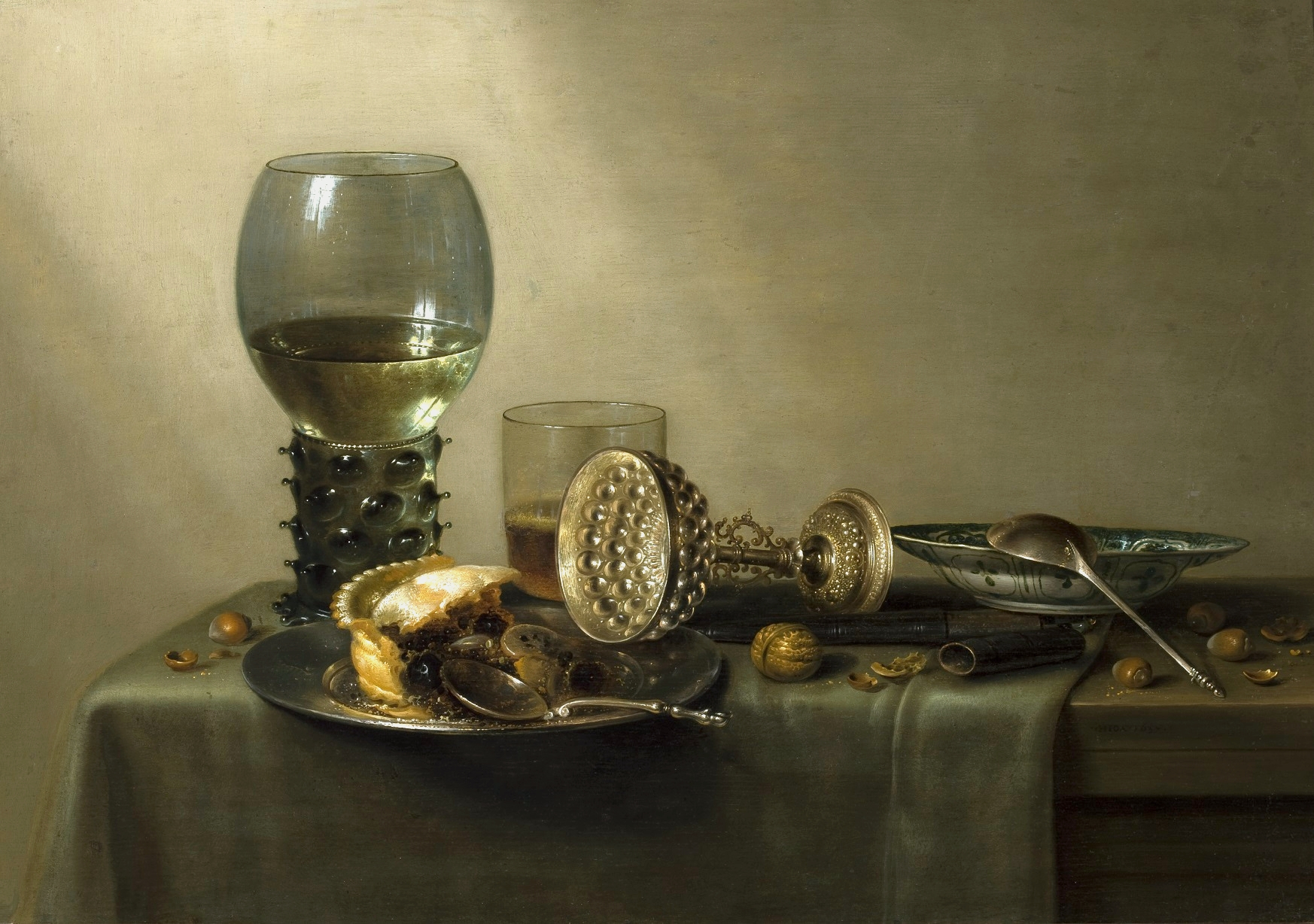
静物画 ウィレム・クラースゾーン・ヘーダ作
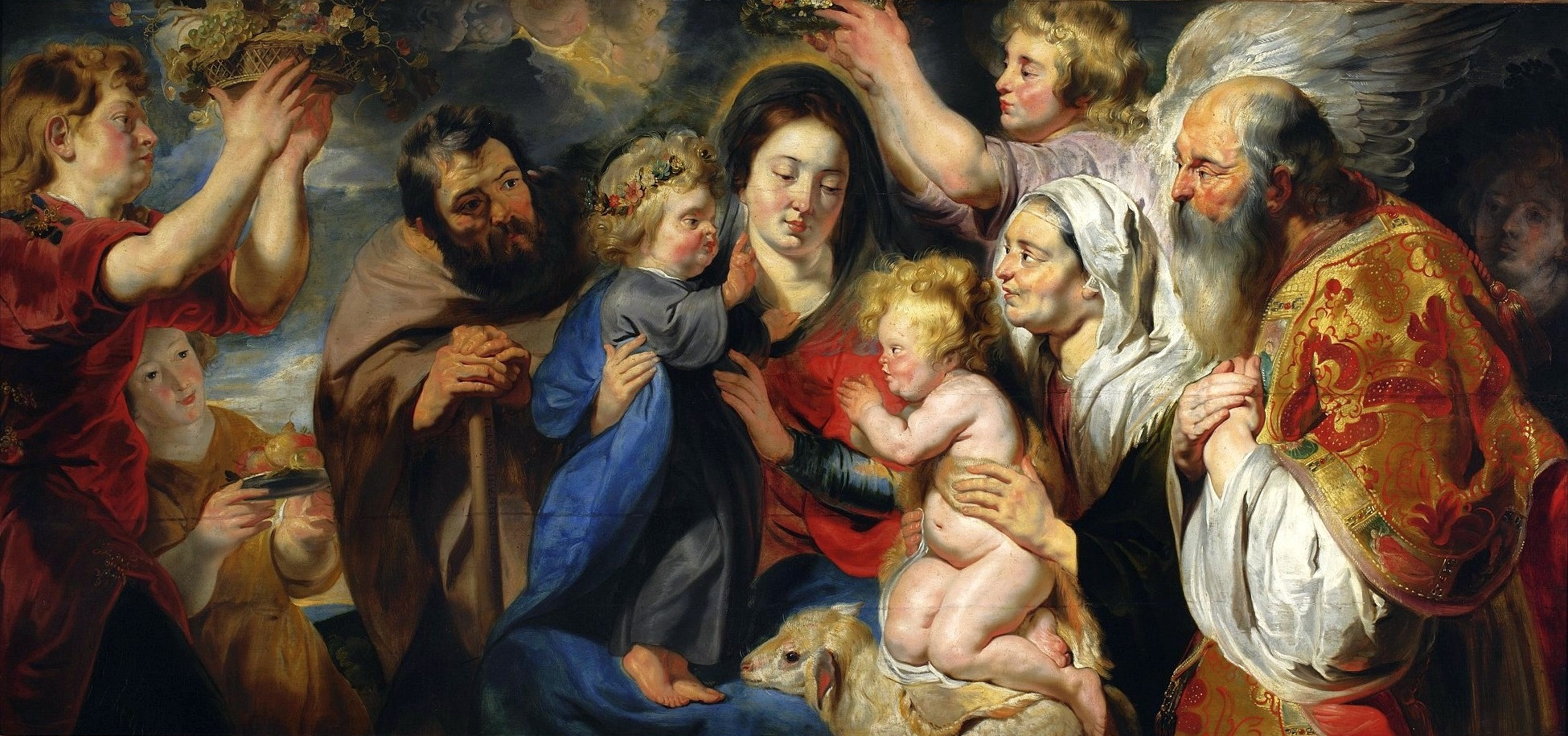
天使に囲まれる聖母子 ヤーコブ・ヨルダーンス作
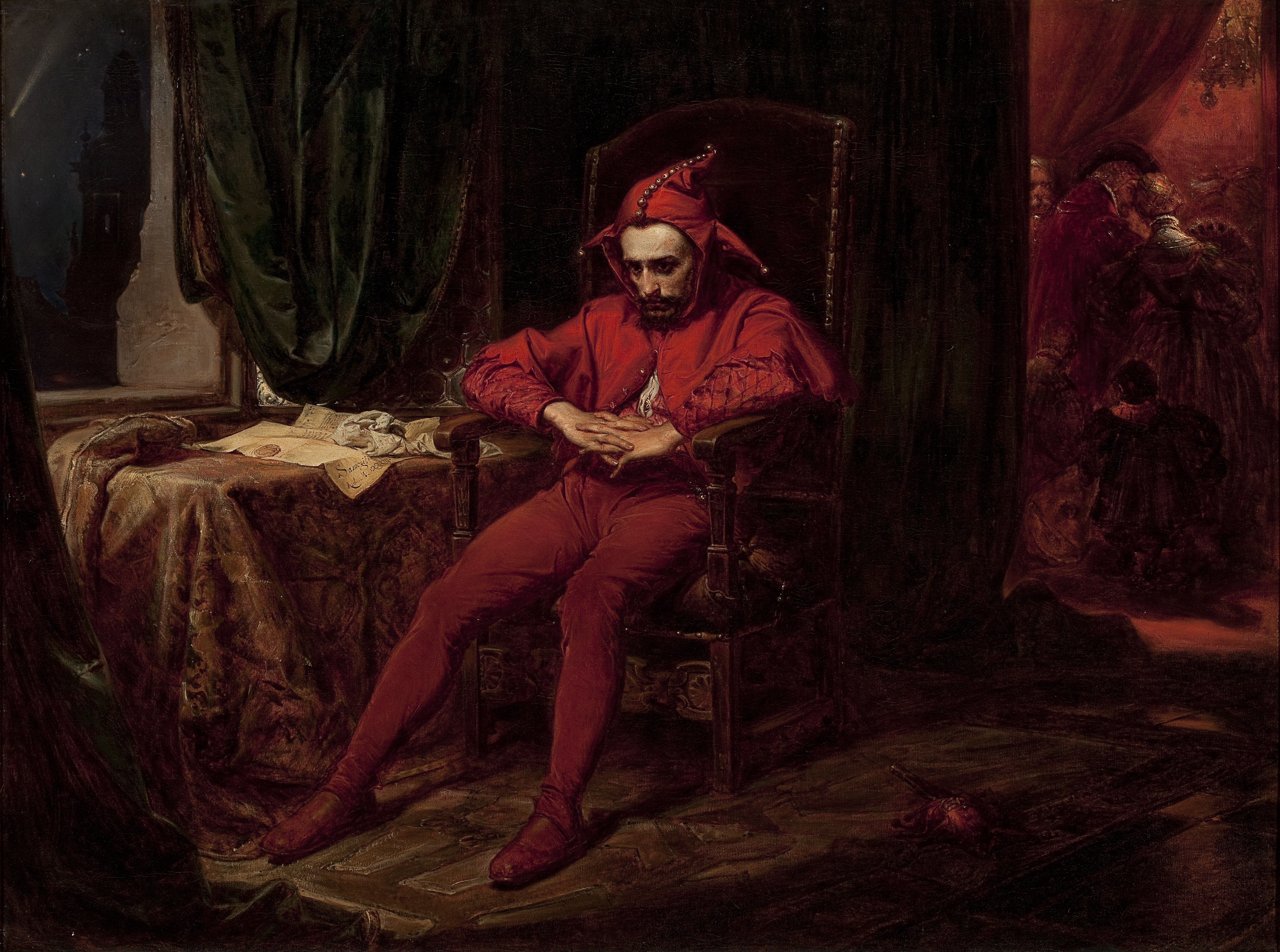
スタンチク ヤン・マテイコ作
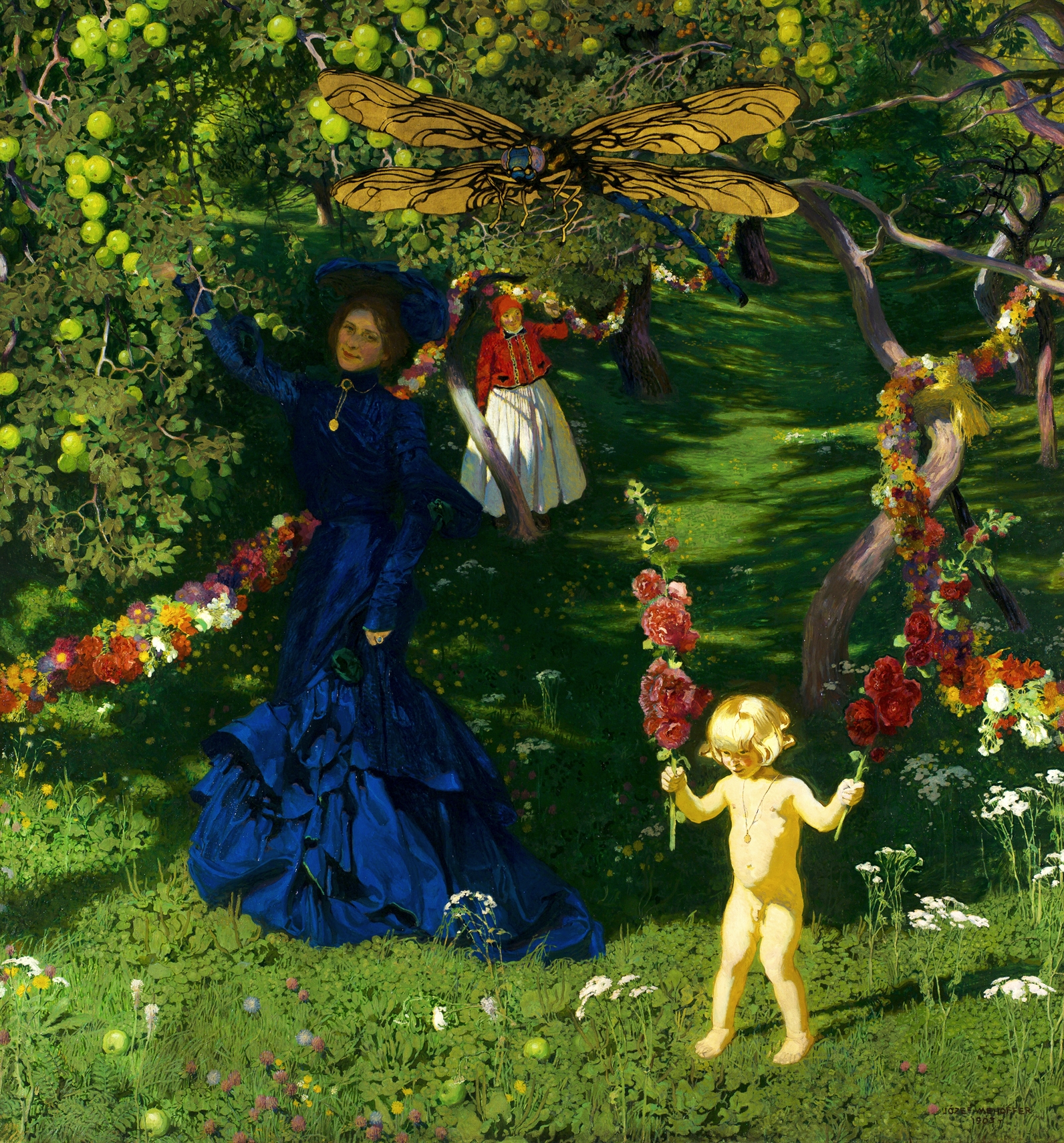
不思議な庭園 ユゼフ・メホフェル作
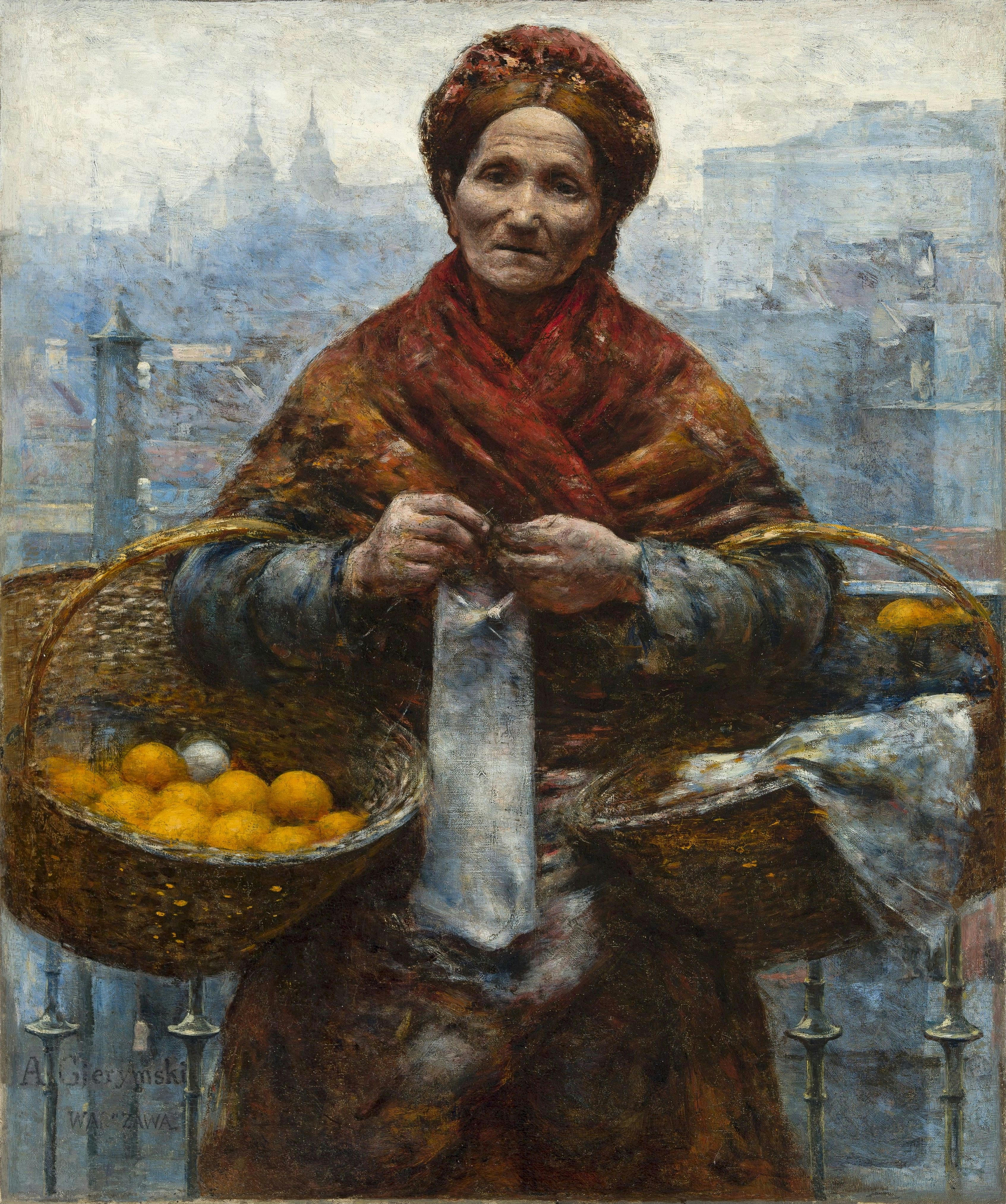
オレンジを売るユダヤ女性 アレクサンデル・ギェルィムスキ作

## 日本にて
1992年から1993年にかけて「華麗なるバロック絵画 ワルシャワ国立美術館展」が開催された。